# 학교 전설
"학교 전설"은 한국에서 제작된 김현명 감독의 1999년 가족, 공포 영화이다. 신동엽 등이 주연으로 출연하였고 김현명 등이 제작에 참여하였는데  대마초를 피운 혐의로 검찰에 구속된  신동엽이 출연한다는 점 때문에 개봉시기를 재검토해 왔음에도 예정대로 개봉했고 서울에서  3503명이 관람하는 데 그쳐 흥행에 실패했다.

## 출연

### 주연
- 신동엽
- 최지나
- 전혜진

### 조연
- 최정
- 주용진
- 주요한
- 류덕환
- 최지혜
- 임예진
- 오솔
- 김성은

## 기타
- 제작지휘: 박영철
- 프로듀서: 황경성
- 조명: 신경만
- 동시녹음B팀: 최대림
- 분장: 이명희
- 홍보: 임지영
- 마케팅부문: 임지영
- 스타일리스트: 김찬규